# 루키우스 율리우스 우르수스 세르비아누스

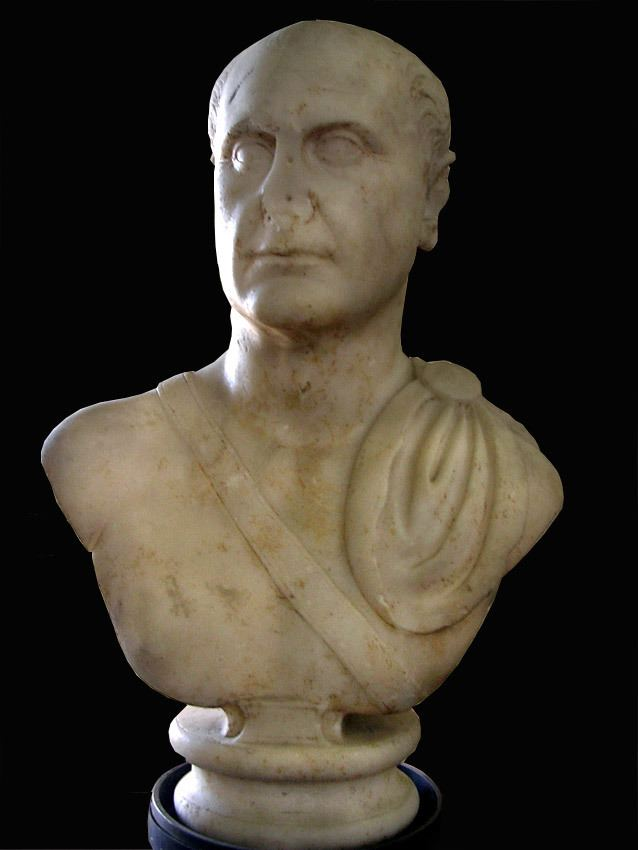

루키우스 율리우스 우르수스 세르비아누스(Lucius Julius Ursus Servianus, 서기 45 – 136년)는 이베리아 출신의 로마 정치인이다. 네르바, 트라야누스, 하드리아누스 등의 로마 황제 치세 때 저명한 인사였다. 그는 집정관 직무를 세 번이나 거친 마지막 시민 계급이었는데, 3선 정무관직은 황제의 가문 출신들에게 허용되었다.
발견된 비문에 따르면, 그의 전체 이름은 가이우스 율리우스 세르빌리우스 우르수스 세르비아누스이지만, 《히스토리아 아우구스타》에서는 루키우스 율리우스 우르수스 세르비아누스라고 알려졌다. 

## 생애
태생에 대해선 알려진 것이 거의 없다. 로널드 사임은 그가 90년에 보좌 집정관이었을 때 원래 이름이 세르비우스 율리우스 세르비아누스였고, 그 이후에 루키우스 율리우스 우르수스가 그를 입양하며 이름을 바꾸도록 했다고 주장하였다. 어느 학자들도 이 의견에 대해 반대되는 의견을 말하지 않으며, 만장일치로 받아들여지는 것으로 여겨진다. 98년에 트라야누스가 황제에 오르기 이전에, 세르비아누스는 자신보다 세 살 어렸던, 30살의 하드리아누스의 누이 아일리아 도미티아 파울리나와 혼인했다. 트라야누스 치세 (98-117년)에, 파울리나와 세르비아누스는 율리아 세르비아나 파울리나라는 딸을 두었다.
네르바가 98년 1월 27일에 죽었을 때, 하드리아누스는 트라야누스를 찾아 네르바의 죽음을 알리기 위해 독일로 항했다. 세르비아누스는 트라야누스가 하드리아누스에게 보인 호의를 질투하였기에 하드리아누스의 독일행을 막으려 했지만 실패했다. 그럼에도, 세르비아누스와 하드리아누스는 화해하였고 좋은 사이로 오랜 기간 있었다.
세르비아누스는 트라야누스 통치하에서 두 차례 집정관 책무를 맡았고, 134년에 하드리아누스 치세에서도 한 차례 하였다. 원로원 의원 시절에 그는 아주 영향력 있고 강인한 권력을 지닌 인물이었다. 트라야누스는 그를 97년부터 98년까지의 게르마니아 인페리오르의 총독으로 임명했고, 그리고 그 직후에 그를 99년부터 100년까지의 판노니아 총독으로 삼았으며, 다키아와 전쟁에서 중요한 군 지휘권을 맡겼다.
세르비아누스는 원로원 의원이자 역사가였던 소플리니우스와 친구 사이였다. 플리니우스의 현존하는 편지 두 개는 그에게 보내진 것이며, 플리니우스는 그를 두 차례 이상 언급했다. 세르비아누스의 영향력을 통해, 트라야누스는 플리니우스에게 보통 세 아이의 아버지들에게 부여되는 면세권 (세 아이법)을 내려주었다. 플리니우스가 111년 무렵에 사망하기 전에, 세르비아누스와 파울리나는 중매를 하여 자신들의 딸인 율리아를 118년에 하드리아누스 황제를 동료 집정관으로 둔 직권 집정관이었던 그나이우스 페다니우스 푸스쿠스 살리나토르에 시집을 보내었다. 소플리니우스는 그와 그의 아내에게 딸의 결혼에 대한 축하 편지를 보내주었다.
트라야누스가 117년 8월 8일에 사망했을 때, 친척이자 양아들이었던 하드리아누스가 황제가 되었다. 황제 시절에 하드리아누스는 세르비아누스를 자신의 제일 가는 후임자로 여기며, 특별한 예우로 대우했다. 파울리나가 130년에 사망하자, 하드리아누스와 세르비아누스는 그녀를 위한 개인적인 의례를 같이 하기도 하였다.
오랜 기간, 하드리아누스 황제는 세르비아누스를 자신의 비공식적 후임자로 여겼다. 하지만 하드리아누스의 치세가 끝에 다다르면서, 그는 생각을 바꾸었다. 하드리아누스는 분명하게 자신이 사망한 후에 세르비아누스가 황제로서 통치를 할 수 있는 인물이라 생각하기는 했지만, 당시에 90대였던 세르비아누스는 황제로서는 너무 나이가 많았다. 하드리아누스의 관심은 루키우스 페다니우스 푸스쿠스 살리나토르라는 이름의 세르비아누스의 손자에게 관심을 돌렸다. 그는 자신의 조카의 자녀이었던 젊은 살리나토르의 뒤를 봐주었고, 궁정 내에서 특별한 지위를 내려주었으며, 후계자로서 그를 교육시켰다. 자신의 손자가 언젠가는 처남의 뒤를 이을 것이란 생각을 간직하던 세르비아누스는 매우 기쁨에 젖어있었다.
그러나, 136년에 하드리아누스는 마음을 바꾸고 루키우스 아일리우스 카이사르를 아들이자 후임자로 입양하기로 결정했다. 세르비아누스와 어린 살리나토르는 하드리아누스에 대해 분노했고 입양에 대해서 그에게 맞서려고 하였다. 살리나토르은 세르비아누스가 연루된 하드리아누스에 대한 쿠데타를 시도했을 가능성이 있다. 계승에서 잠재적 분쟁을 피하기 위해, 하드리아누스는 살리나토르와 세르비아누스의 사형을 명령했다. 아이러니 하게도, 아일리우스는 138년에 하드리아누스보다 앞서 사망했고, 하드리아누스가 안토니누스 피우스를 입양하게끔 했다.